# Komorniki Kolonia
Komorniki Kolonia [pronunciación en polaco: /kɔmɔrˈniki kɔˈlɔɲa/] es un pueblo ubicado en el distrito administrativo de Gmina Tarczyn, dentro del Condado de Piaseczno, Voivodato de Mazovia, en el este de Polonia central. Se encuentra aproximadamente a 4 kilómetros al sur de Tarczyn, a 18 kilómetros al suroeste de Piaseczno, y a 32 kilómetros al sur de Varsovia.